# Тур ATP 1992
Тур ATP 1992 — елітний світовий тур тенісистів професіоналів, що проводиться Асоціацією тенісистів професіоналів (ATP) з січня до грудня 1993 року. Тур включав чотири турніри Великого шлему (організовані ITF), Фінал ATP, ATP Super 9, ATP International Series Gold, ATP International Series, ATP World Team Cup, Кубок Девіса та Кубок Великого шлему (організовані ITF).

## Розклад турнірів
Легенда
| Турнір Великого Шолому       |
| ATP Tour World Championships |
| Олімпійські ігри             |
| ATP Super 9                  |
| ATP Championship Series      |
| ATP World Series             |
| Командні змагання            |

### Січень
| Тиждень           | Турнір | Чемпіони | Фіналісти | Півфіналісти                     | Чвертьфіналісти                                             |
| ----------------- | --- | --- | --- | -------------------------------- | ----------------------------------------------------------- |
| 30 грудня         | Hopman Cup Перт, Австралія ITF Mixed Team Championships Тверде (i) – 8 teams (RR) | Швейцарія · 2–1 | Чехословаччина | Німеччина · Іспанія              | Франція · США · СНД · Нідерланди                            |
| 30 грудня         | Australian Hardcourt Championships Аделаїда, Австралія ATP World Series Тверде – $157,500 – 32S/16D Одиночний розряд – Парний розряд | Горан Іванишевич 1–6, 7–6(7–5), 6–4 | Крістіан Берґстрем | Браян Шелтон Карл-Уве Штеб       | Марк Россе Родольф Жільбер Томас Енквіст Олів'є Делетр      |
| 30 грудня         | Australian Hardcourt Championships Аделаїда, Австралія ATP World Series Тверде – $157,500 – 32S/16D Одиночний розряд – Парний розряд | Горан Іванишевич Марк Россе 7–6, 7–6 | Марк Кратцманн Джейсон Столтенберг                                                                                        | Браян Шелтон Карл-Уве Штеб       | Марк Россе Родольф Жільбер Томас Енквіст Олів'є Делетр      |
| 30 грудня         | BP Nationals Веллінгтон, Нова Зеландія ATP World Series Тверде – $157,500 – 32S/16D | Джефф Таранго 6–1, 6–0, 6–3 | Олександр Волков | Малівай Вашингтон Ларс Кословскі | Лібор Немечек Дієго Наргісо Келле Евернден Паул Гаргейс     |
| 30 грудня         | BP Nationals Веллінгтон, Нова Зеландія ATP World Series Тверде – $157,500 – 32S/16D | Джаред Палмер Джонатан Старк 6–3, 6–3 | Міхіл Схаперс Даніель Вацек                                                                                               | Малівай Вашингтон Ларс Кословскі | Лібор Немечек Дієго Наргісо Келле Евернден Паул Гаргейс     |
| 6 січня           | New South Wales Open Сідней, Австралія ATP World Series Тверде – $235,000 – 32S/16D | Еміліо Санчес Вікаріо 6–3, 6–4 | Гі Форже | Омар Кампорезе Девід Вітон       | Томас Мустер Крістіан Берґстрем Аарон Крікстейн Якоб Гласек |
| 6 січня           | New South Wales Open Сідней, Австралія ATP World Series Тверде – $235,000 – 32S/16D | Серхіо Касаль Еміліо Санчес Вікаріо 3–6, 6–1, 6–4 | Скотт Девіс Келлі Джонс                                                                                                   | Омар Кампорезе Девід Вітон       | Томас Мустер Крістіан Берґстрем Аарон Крікстейн Якоб Гласек |
| 6 січня           | Benson and Hedges Open Окленд (Нова Зеландія), Нова Зеландія ATP World Series Тверде – $157,500 – 32S/16D Одиночний розряд – Парний розряд | Хайме Їсага 7–6(8–6) 6–4 | Малівай Вашингтон | Грант Коннелл Маркус Цюкке       | Келле Евернден Маркус Неві Олександр Волков Андрій Черкасов |
| 6 січня           | Benson and Hedges Open Окленд (Нова Зеландія), Нова Зеландія ATP World Series Тверде – $157,500 – 32S/16D Одиночний розряд – Парний розряд | Вейн Феррейра Джим Грабб 6–4 6–3 | Грант Коннелл Гленн Мічібата                                                                                              | Грант Коннелл Маркус Цюкке       | Келле Евернден Маркус Неві Олександр Волков Андрій Черкасов |
| 13 січня 20 січня | Відкритий чемпіонат Австралії з тенісу Мельбурн, Австралія Grand Slam Тверде – $1,895,685 – 128S/64D/32XD Одиночний розряд – Парний розряд – Мікст | Джим Кур'є 6–3, 3–6, 6–4, 6–2 | Стефан Едберг | Вейн Феррейра Ріхард Крайчек     | Іван Лендл Джон Макінрой Міхаель Штіх Амос Мансдорф         |
| 13 січня 20 січня | Відкритий чемпіонат Австралії з тенісу Мельбурн, Австралія Grand Slam Тверде – $1,895,685 – 128S/64D/32XD Одиночний розряд – Парний розряд – Мікст | Тодд Вудбрідж Марк Вудфорд 6–4, 6–3, 6–4 | Келлі Джонс Рік Ліч | Вейн Феррейра Ріхард Крайчек     | Іван Лендл Джон Макінрой Міхаель Штіх Амос Мансдорф         |
| 13 січня 20 січня | Відкритий чемпіонат Австралії з тенісу Мельбурн, Австралія Grand Slam Тверде – $1,895,685 – 128S/64D/32XD Одиночний розряд – Парний розряд – Мікст | Ніколь Брадтке Марк Вудфорд 6–3, 4–6, 11–9 | Аранча Санчес Вікаріо Тодд Вудбрідж                                                                                       | Вейн Феррейра Ріхард Крайчек     | Іван Лендл Джон Макінрой Міхаель Штіх Амос Мансдорф         |
| 27 січня          | Davis Cup, перший раунд Байонна, Франція – carpet (i) Гаага, Нідерланди – carpet (i) Ріо-де-Жанейро, Бразилія – clay Больцано, Італія – carpet (i) Нікосія, Кіпр – carpet (i) Ванкувер, British Columbia, Канада – carpet (i) Прага, Czechoslovakia – carpet (i) Mauna Lani, HI, США – hard | Переможці першого раунду Франція 5–0 · Швейцарія 4–1 · Бразилія 3–1 · Італія 4–1 · Австралія 5–0 · Швеція 3–2 · Чехословаччина 5–0 · Сполучені Штати Америки 5–0 | Переможені в першому раунді Велика Британія · Нідерланди · Німеччина · Іспанія · Югославія · Канада · Бельгія · Аргентина |                                  |                                                             |

### Лютий
| Тиждень   | Турнір | Чемпіони                                            | Фіналісти                           | Півфіналісти                        | Чвертьфіналісти                                                     |
| --------- | --- | --------------------------------------------------- | ----------------------------------- | ----------------------------------- | ------------------------------------------------------------------- |
| 3 лютого  | Muratti Time Indoor Мілан, Італія ATP World Series Килим (i) – $565,000 – 32S/16D Одиночний розряд – Парний розряд                      | Омар Кампорезе 3–6, 6–3, 6–4                        | Горан Іванишевич                    | Андрій Черкасов Стефано Пескосолідо | Хав'єр Санчес Горан Прпич Джанлука Поцці Патрік Макінрой            |
| 3 лютого  | Muratti Time Indoor Мілан, Італія ATP World Series Килим (i) – $565,000 – 32S/16D Одиночний розряд – Парний розряд                      | Ніл Брод Девід Макферсон 5–7, 7–5, 6–4              | Серхіо Касаль Еміліо Санчес Вікаріо | Андрій Черкасов Стефано Пескосолідо | Хав'єр Санчес Горан Прпич Джанлука Поцці Патрік Макінрой            |
| 3 лютого  | Volvo San Francisco San Francisco, CA, USA ATP World Series $225,000 – hard (i)– 32S/16D Одиночний розряд – Парний розряд               | Майкл Чанг 6–3, 6–3                                 | Джим Кур'є                          | Деррік Ростаньйо Бред Гілберт       | Веллі Месур Джефф Таранго Карстен Браш Тьєррі Шампйон               |
| 3 лютого  | Volvo San Francisco San Francisco, CA, USA ATP World Series $225,000 – hard (i)– 32S/16D Одиночний розряд – Парний розряд               | Джим Грабб Річі Ренеберг 6–4, 7–5                   | Пітер Олдріч Дані Віссер            | Деррік Ростаньйо Бред Гілберт       | Веллі Месур Джефф Таранго Карстен Браш Тьєррі Шампйон               |
| 3 лютого  | Maceió Open Масейо, Бразилія ATP World Series Ґрунт – $130,000 – 32S/16D                                                                | Томас Карбонелл 7–6(14–12), 5–7, 6–2                | Крістіан Мініуссі                   | Франсіско Ройг Луїс Маттар          | Мартін Хайте Габріель Маркус Фернандо Мелігені Франко Давін         |
| 3 лютого  | Maceió Open Масейо, Бразилія ATP World Series Ґрунт – $130,000 – 32S/16D                                                                | Габріель Маркус Джон Собел 6–4, 1–6, 7–5            | Рікардо Асіолі Мауру Менезіс        | Франсіско Ройг Луїс Маттар          | Мартін Хайте Габріель Маркус Фернандо Мелігені Франко Давін         |
| 10 лютого | Брюссельський столичний регіон, Бельгія ATP Турнір Series Килим (i) – $665,000 – 32S/16D                                                | Борис Бекер 6–7(5–7), 2–6, 7–6(12–10) 7–6(7–5), 7–5 | Джим Кур'є                          | Стефан Едберг Гі Форже              | Карел Новачек Карл-Уве Штеб Іван Лендл Олександр Волков             |
| 10 лютого | Брюссельський столичний регіон, Бельгія ATP Турнір Series Килим (i) – $665,000 – 32S/16D                                                | Борис Бекер Джон Макінрой 6–3, 6–2                  | Гі Форже Якоб Гласек                | Стефан Едберг Гі Форже              | Карел Новачек Карл-Уве Штеб Іван Лендл Олександр Волков             |
| 10 лютого | Federal Express International Мемфіс (Теннессі), USA ATP Турнір Series Тверде (i) – $630,000 – 48S/24D Одиночний розряд – Парний розряд | Малівай Вашингтон 6–3, 6–2                          | Вейн Феррейра                       | Джиммі Коннорс Амос Мансдорф        | Аарон Крікстейн Міхіл Схаперс Паул Гаргейс Піт Сампрас              |
| 10 лютого | Federal Express International Мемфіс (Теннессі), USA ATP Турнір Series Тверде (i) – $630,000 – 48S/24D Одиночний розряд – Парний розряд | Тодд Вудбрідж Марк Вудфорд 7–6, 6–1                 | Кевін Каррен Гері Мюллер            | Джиммі Коннорс Амос Мансдорф        | Аарон Крікстейн Міхіл Схаперс Паул Гаргейс Піт Сампрас              |
| 17 лютого | U.S. Pro Indoor Філадельфія, PA, USA ATP Турнір Series Килим (i) – $865,000 – 48S/24D                                                   | Піт Сампрас 6–1, 7–6(7–4), 2–6, 7–6(7–2)            | Амос Мансдорф                       | Франсіско Клавет Бред Гілберт       | Джефф Таранго Джим Грабб Паул Гаргейс Аарон Крікстейн               |
| 17 лютого | U.S. Pro Indoor Філадельфія, PA, USA ATP Турнір Series Килим (i) – $865,000 – 48S/24D                                                   | Тодд Вудбрідж Марк Вудфорд 7–5, 1–0 ret             | Джим Грабб Річі Ренеберг            | Франсіско Клавет Бред Гілберт       | Джефф Таранго Джим Грабб Паул Гаргейс Аарон Крікстейн               |
| 17 лютого | Eurocard Open Штутгарт, Німеччина ATP Турнір Series Килим (i) – $865,000 – 32S/16D                                                      | Горан Іванишевич 6–7(5–7), 6–3, 6–4, 6–4            | Стефан Едберг                       | Олександр Волков Петр Корда         | Джим Кур'є Гі Форже Ян Сімерінк Омар Кампорезе                      |
| 17 лютого | Eurocard Open Штутгарт, Німеччина ATP Турнір Series Килим (i) – $865,000 – 32S/16D                                                      | Том Нейссен Цирил Сук 6–3, 6–7, 6–3                 | Джон Фіцджеральд Андерс Яррід       | Олександр Волков Петр Корда         | Джим Кур'є Гі Форже Ян Сімерінк Омар Кампорезе                      |
| 24 лютого | ABN AMRO World Tennis Tournament Роттердам, Нідерланди ATP World Series Килим (i) – $475,000 – 32S/16D                                  | Борис Бекер 7–6(11–9), 4–6, 6–2                     | Олександр Волков                    | Паул Гаргейс Джон Макінрой          | Ян Сімерінк Горан Прпич Алекс Антоніч Патрік Макінрой               |
| 24 лютого | ABN AMRO World Tennis Tournament Роттердам, Нідерланди ATP World Series Килим (i) – $475,000 – 32S/16D                                  | Марк-Кевін Гелльнер Давід Пріносіл 6–2, 6–7, 7–6    | Паул Гаргейс Марк Куверманс         | Паул Гаргейс Джон Макінрой          | Ян Сімерінк Горан Прпич Алекс Антоніч Патрік Макінрой               |
| 24 лютого | Tennis Channel Open Скоттсдейл, USA ATP World Series Тверде – $235,000 – 32S/16D                                                        | Стефано Пескосолідо 6–0, 1–6, 6–4                   | Бред Гілберт                        | Малівай Вашингтон Андрій Чесноков   | Еміліо Санчес Вікаріо Альберто Манчіні Крістіано Каратті Марк Россе |
| 24 лютого | Tennis Channel Open Скоттсдейл, USA ATP World Series Тверде – $235,000 – 32S/16D                                                        | Марк Кейл Дейв Ренделл 4–6, 6–1, 6–2                | Кент Кіннієр Свен Салумаа           | Малівай Вашингтон Андрій Чесноков   | Еміліо Санчес Вікаріо Альберто Манчіні Крістіано Каратті Марк Россе |

### Березень
| Тиждень              | Турнір | Чемпіони                                                                                        | Фіналісти                                                                | Півфіналісти                       | Чвертьфіналісти                                                  |
| -------------------- | --- | ----------------------------------------------------------------------------------------------- | ------------------------------------------------------------------------ | ---------------------------------- | ---------------------------------------------------------------- |
| 2 березня            | Newsweek Champions Cup and the Matrix Essentials Evert Cup Індіан-Веллс (Каліфорнія), USA ATP Турнір Series, Single Week Тверде – $825,000 – 56S/28D Одиночний розряд – Парний розряд | Майкл Чанг 6–3, 6–4, 7–5                                                                        | Андрій Чесноков                                                          | Міхаель Штіх Франсіско Клавет      | Еміліо Санчес Вікаріо Серхі Бругера Андрій Черкасов Якоб Гласек  |
| 2 березня            | Newsweek Champions Cup and the Matrix Essentials Evert Cup Індіан-Веллс (Каліфорнія), USA ATP Турнір Series, Single Week Тверде – $825,000 – 56S/28D Одиночний розряд – Парний розряд | Стів Девріє Девід Макферсон 6–3, 2–6, 6–4                                                       | Кент Кіннієр Свен Салумаа                                                | Міхаель Штіх Франсіско Клавет      | Еміліо Санчес Вікаріо Серхі Бругера Андрій Черкасов Якоб Гласек  |
| 2 березня            | Копенгаген, Данія ATP World Series Килим (i) – $130,000 – 32S/16D | Магнус Ларссон 6–4, 7–6(7–5)                                                                    | Андерс Яррід                                                             | Дієго Наргісо Крістіан Сакіану     | Кеннет Карлсен Якко Елтінг Ніклас Культі Патрік Баур             |
| 2 березня            | Копенгаген, Данія ATP World Series Килим (i) – $130,000 – 32S/16D | Ніклас Культі Магнус Ларссон 6–3, 6–4                                                           | Гендрік Ян Давідс Лібор Пімек                                            | Дієго Наргісо Крістіан Сакіану     | Кеннет Карлсен Якко Елтінг Ніклас Культі Патрік Баур             |
| 9 березня 16 березня | Lipton International Players Championships Кі-Біскейн (Флорида), USA ATP Championships Series, Single Week Тверде – $1,325,000 – 96S/48D Одиночний розряд – Парний розряд             | Майкл Чанг 7–5, 7–5                                                                             | Альберто Манчіні                                                         | Джим Кур'є Якоб Гласек             | Дієго Наргісо Піт Сампрас Ріхард Крайчек Андрій Черкасов         |
| 9 березня 16 березня | Lipton International Players Championships Кі-Біскейн (Флорида), USA ATP Championships Series, Single Week Тверде – $1,325,000 – 96S/48D Одиночний розряд – Парний розряд             | Кен Флек Тодд Вітскен 7–6, 6–4                                                                  | Кент Кіннієр Свен Салумаа                                                | Джим Кур'є Якоб Гласек             | Дієго Наргісо Піт Сампрас Ріхард Крайчек Андрій Черкасов         |
| 16 березня           | Grand Prix Hassan II Касабланка, Марокко ATP World Series Ґрунт – $130,000 – 32S/16D                                                                                                  | Гільєрмо Перес Рольдан 2–6, 7–5, 6–3                                                            | Херман Лопес                                                             | Барт Вейтс Альберто Берасатегі     | Юнес Ель-Айнауї Марсело Філіппіні Марк Куверманс Луїс Маттар     |
| 16 березня           | Grand Prix Hassan II Касабланка, Марокко ATP World Series Ґрунт – $130,000 – 32S/16D                                                                                                  | Орасіо де ла Пенья Хорхе Лосано 2–6, 6–4, 7–6                                                   | Гірт Дзелде Т. Дж. Міддлтон                                              | Барт Вейтс Альберто Берасатегі     | Юнес Ель-Айнауї Марсело Філіппіні Марк Куверманс Луїс Маттар     |
| 23 березня           | Davis Cup: Quarterfinals Нім, Франція – clay (i) Масейо, Бразилія – clay Лунд, Швеція – carpet (i) Форт-Маєрс, США – hard                                                             | Переможці чвертьфіналів Швейцарія 3–1 · Бразилія 3–1 · Швеція 5–0 · Сполучені Штати Америки 3–2 | Переможені у чвертьфіналах Франція · Італія · Австралія · Чехословаччина |                                    |                                                                  |
| 30 березня           | Estoril Open Оейраш, Португалія ATP World Series Ґрунт – $465,000 – 32S/16D | Карлос Коста 4–6, 6–2, 6–2                                                                      | Серхі Бругера                                                            | Хорді Арресе Еміліо Санчес Вікаріо | Іван Лендл Жоао Кунья е Сілва Орасіо де ла Пенья Фредерік Фонтан |
| 30 березня           | Estoril Open Оейраш, Португалія ATP World Series Ґрунт – $465,000 – 32S/16D | Гендрік Ян Давідс Лібор Пімек 3–6, 6–3, 7–5                                                     | Люк Єнсен Лорі Вордер                                                    | Хорді Арресе Еміліо Санчес Вікаріо | Іван Лендл Жоао Кунья е Сілва Орасіо де ла Пенья Фредерік Фонтан |
| 30 березня           | South African Open Йоганнесбург, ПАР ATP World Series Тверде – $270,000 – 32S/16D | Аарон Крікстейн 6–4, 6–4                                                                        | Олександр Волков                                                         | Вейн Феррейра Кріс Прідем          | Карл Лімбергер Ксав'є Дофресн Гері Мюллер Кевін Ульєтт           |
| 30 березня           | South African Open Йоганнесбург, ПАР ATP World Series Тверде – $270,000 – 32S/16D | Пітер Олдріч Дані Віссер 6–4, 6–4                                                               | Вейн Феррейра Піт Норвал                                                 | Вейн Феррейра Кріс Прідем          | Карл Лімбергер Ксав'є Дофресн Гері Мюллер Кевін Ульєтт           |
| 30 березня           | Epson Singapore Super Tennis Сінгапур, Сінгапур ATP World Series Тверде – $240,000 – 32S/16D                                                                                          | Саймон Юл 6–4, 6–1                                                                              | Паул Гаргейс                                                             | Рамеш Крішнан Александр Мронц      | Марк Вудфорд Кеннет Карлсен Джим Грабб Джон Фіцджеральд          |
| 30 березня           | Epson Singapore Super Tennis Сінгапур, Сінгапур ATP World Series Тверде – $240,000 – 32S/16D                                                                                          | Тодд Вудбрідж Марк Вудфорд 6–7, 6–2, 6–4                                                        | Грант Коннелл Гленн Мічібата                                             | Рамеш Крішнан Александр Мронц      | Марк Вудфорд Кеннет Карлсен Джим Грабб Джон Фіцджеральд          |

### Квітень
| Тиждень   | Турнір | Чемпіони                                    | Фіналісти                      | Півфіналісти                   | Чвертьфіналісти                                              |
| --------- | --- | ------------------------------------------- | ------------------------------ | ------------------------------ | ------------------------------------------------------------ |
| 6 квітня  | Japan Open Tennis Championships Tokyo, Японія ATP Турнір Series Тверде – $865,000 – 56S/28D                                               | Джим Кур'є 6–4, 6–4, 7–6(7–3)               | Ріхард Крайчек                 | Стефан Едберг Майкл Чанг       | Бред Гілберт Міхаель Штіх Тодд Вудбрідж Амос Мансдорф        |
| 6 квітня  | Japan Open Tennis Championships Tokyo, Японія ATP Турнір Series Тверде – $865,000 – 56S/28D                                               | Келлі Джонс Рік Ліч 6–1, 6–7, 6–4           | Джон Фіцджеральд Андерс Яррід  | Стефан Едберг Майкл Чанг       | Бред Гілберт Міхаель Штіх Тодд Вудбрідж Амос Мансдорф        |
| 6 квітня  | Torneo Godó Барселона, Іспанія ATP Турнір Series Ґрунт – $660,000 – 56S/28D Одиночний розряд – Парний розряд                              | Карлос Коста 6–4, 7–6(7–3), 6–4             | Магнус Густафссон              | Серхі Бругера Альберто Манчіні | Горст Скофф Юнас Свенссон Родольф Жільбер Іван Лендл         |
| 6 квітня  | Torneo Godó Барселона, Іспанія ATP Турнір Series Ґрунт – $660,000 – 56S/28D Одиночний розряд – Парний розряд                              | Андрес Гомес Хав'єр Санчес 6–3, 6–1         | Іван Лендл Карел Новачек       | Серхі Бругера Альберто Манчіні | Горст Скофф Юнас Свенссон Родольф Жільбер Іван Лендл         |
| 13 квітня | Salem Open Гонконг ATP World Series Тверде – $270,000 – 32S/16D                                                                           | Джим Кур'є 7–5, 6–3                         | Майкл Чанг                     | Бред Гілберт Тодд Вудбрідж     | Гері Мюллер Мацуока Сюдзо Ян Сімерінк Кевін Каррен           |
| 13 квітня | Salem Open Гонконг ATP World Series Тверде – $270,000 – 32S/16D                                                                           | Бред Гілберт Джим Грабб 6–2, 6–1            | Байрон Блек Байрон Талбот      | Бред Гілберт Тодд Вудбрідж     | Гері Мюллер Мацуока Сюдзо Ян Сімерінк Кевін Каррен           |
| 13 квітня | Philips Open Ніцца, Франція ATP World Series Ґрунт – $235,000 – 32S/16D                                                                   | Габріель Маркус 6–4, 6–4                    | Хав'єр Санчес                  | Піт Сампрас Фабріс Санторо     | Анрі Леконт Тьєррі Шампйон Магнус Ларссон Гі Форже           |
| 13 квітня | Philips Open Ніцца, Франція ATP World Series Ґрунт – $235,000 – 32S/16D                                                                   | Патрік Гелбрайт Скотт Мелвілл 6–1, 3–6, 6–4 | Пітер Олдріч Дані Віссер       | Піт Сампрас Фабріс Санторо     | Анрі Леконт Тьєррі Шампйон Магнус Ларссон Гі Форже           |
| 13 квітня | Тампа, FL, USA ATP World Series Ґрунт – $235,000 – 32S/16D                                                                                | Хайме Їсага 3–6, 6–4, 6–1                   | Малівай Вашингтон              | Клаудіо Медзадрі Франко Давін  | Маркос Горріс Марк Вудфорд Марсело Філіппіні Андре Агассі    |
| 13 квітня | Тампа, FL, USA ATP World Series Ґрунт – $235,000 – 32S/16D                                                                                | Майк Бріггс Тревор Кронеманн 7–6, 6–7, 6–4  | Луїс Маттар Андрій Ольховський | Клаудіо Медзадрі Франко Давін  | Маркос Горріс Марк Вудфорд Марсело Філіппіні Андре Агассі    |
| 20 квітня | Monte Carlo Open Рокбрюн-Кап-Мартен, Франція ATP Турнір Series, Single Week Ґрунт – $1,020,000 – 56S/28D Одиночний розряд – Парний розряд | Томас Мустер 6–3, 6–1, 6–3                  | Аарон Крікстейн                | Горан Прпич Арно Боеч          | Андрій Чесноков Міхаель Штіх Мікаель Тільстрем Карл-Уве Штеб |
| 20 квітня | Monte Carlo Open Рокбрюн-Кап-Мартен, Франція ATP Турнір Series, Single Week Ґрунт – $1,020,000 – 56S/28D Одиночний розряд – Парний розряд | Борис Бекер Міхаель Штіх 3–6, 6–1, 6–4      | Петр Корда Карел Новачек       | Горан Прпич Арно Боеч          | Андрій Чесноков Міхаель Штіх Мікаель Тільстрем Карл-Уве Штеб |
| 20 квітня | Seoul Open Сеул, Південна Корея ATP World Series Тверде – $145,000 – 32S/16D Одиночний розряд – Парний розряд                             | Мацуока Сюдзо 6–3, 4–6, 7–5                 | Тодд Вудбрідж                  | Джанлука Поцці Патрік Кюнен    | Джон Фіцджеральд Гійом Рау Александр Мронц Гері Мюллер       |
| 20 квітня | Seoul Open Сеул, Південна Корея ATP World Series Тверде – $145,000 – 32S/16D Одиночний розряд – Парний розряд                             | Кевін Каррен Гері Мюллер 7–6, 6–4           | Келле Евернден Бред Пірс       | Джанлука Поцці Патрік Кюнен    | Джон Фіцджеральд Гійом Рау Александр Мронц Гері Мюллер       |
| 27 квітня | Trofeo Villa de Madrid Мадрид, Іспанія ATP World Series Ґрунт – $700,000 – 32S/16D Одиночний розряд – Парний розряд                       | Серхі Бругера 7–6(8–6), 6–2, 6–2            | Карлос Коста                   | Франсіско Клавет Хав'єр Санчес | Арно Боеч Альберто Манчіні Марк Россе Хорді Арресе           |
| 27 квітня | Trofeo Villa de Madrid Мадрид, Іспанія ATP World Series Ґрунт – $700,000 – 32S/16D Одиночний розряд – Парний розряд                       | Патрік Гелбрайт Патрік Макінрой 6–3, 6–2    | Франсіско Клавет Карлос Коста  | Франсіско Клавет Хав'єр Санчес | Арно Боеч Альберто Манчіні Марк Россе Хорді Арресе           |
| 27 квітня | BMW Open Мюнхен, Німеччина ATP World Series Ґрунт – $275,000 – 32S/16D Одиночний розряд – Парний розряд                                   | Магнус Ларссон 6–4, 4–6, 6–1                | Петр Корда                     | Маркус Неві Бернд Карбахер     | Міхаель Штіх Андрій Медведєв Карел Новачек Ніклас Культі     |
| 27 квітня | BMW Open Мюнхен, Німеччина ATP World Series Ґрунт – $275,000 – 32S/16D Одиночний розряд – Парний розряд                                   | Девід Адамс Менно Остінг 3–6, 7–5, 6–3      | Томаш Анзарі Карл Лімбергер    | Маркус Неві Бернд Карбахер     | Міхаель Штіх Андрій Медведєв Карел Новачек Ніклас Культі     |
| 27 квітня | AT&T Challenge Атланта, GA, USA ATP World Series Ґрунт – $235,000 – 32S/16D Одиночний розряд – Парний розряд                              | Андре Агассі 7–5, 6–4                       | Піт Сампрас                    | Тодд Вітскен Пабло Аррая       | Джиммі Коннорс Франсіско Ройг Олександр Волков Якко Елтінг   |
| 27 квітня | AT&T Challenge Атланта, GA, USA ATP World Series Ґрунт – $235,000 – 32S/16D Одиночний розряд – Парний розряд                              | Стів Девріє Девід Макферсон 6–3, 6–3        | Марк Кейл Дейв Ренделл         | Тодд Вітскен Пабло Аррая       | Джиммі Коннорс Франсіско Ройг Олександр Волков Якко Елтінг   |

### Травень
| Тиждень            | Турнір | Чемпіони                                          | Фіналісти                      | Півфіналісти              | Чвертьфіналісти                                                |
| ------------------ | --- | ------------------------------------------------- | ------------------------------ | ------------------------- | -------------------------------------------------------------- |
| 4 травня           | ATP German Open Гамбург, Німеччина ATP Турнір Series, Single Week Ґрунт – $1,000,000 – 56S/28D Одиночний розряд – Парний розряд            | Стефан Едберг 5–7, 6–4, 6–1                       | Міхаель Штіх                   | Карлос Коста Борис Бекер  | Омар Кампорезе Паул Гаргейс Ріхард Крайчек Карел Новачек       |
| 4 травня           | ATP German Open Гамбург, Німеччина ATP Турнір Series, Single Week Ґрунт – $1,000,000 – 56S/28D Одиночний розряд – Парний розряд            | Серхіо Касаль Еміліо Санчес Вікаріо 6–3, 3–6, 6–4 | Карл-Уве Штеб Міхаель Штіх     | Карлос Коста Борис Бекер  | Омар Кампорезе Паул Гаргейс Ріхард Крайчек Карел Новачек       |
| 4 травня           | U.S. Men's Clay Court Championships Шарлотт, NC, US ATP World Series Ґрунт – $225,000 – 32S/16D Одиночний розряд – Парний розряд           | Малівай Вашингтон 6–3, 6–3                        | Клаудіо Медзадрі               | Джефф Таранго Луїс Маттар | Аарон Крікстейн Франко Давін Річард Фромберг Марк Вудфорд      |
| 4 травня           | U.S. Men's Clay Court Championships Шарлотт, NC, US ATP World Series Ґрунт – $225,000 – 32S/16D Одиночний розряд – Парний розряд           | Стів Девріє Девід Макферсон 6–4 7–6               | Брет Гарнетт Джаред Палмер     | Джефф Таранго Луїс Маттар | Аарон Крікстейн Франко Давін Річард Фромберг Марк Вудфорд      |
| 11 травня          | Internazionali d'Italia Rome, Італія ATP Турнір Series, Single Week Ґрунт – $1,125,000 – 64S/32D Одиночний розряд – Парний розряд          | Джим Кур'є 7–6(7–3), 6–0, 6–4                     | Карлос Коста                   | Карл-Уве Штеб Петр Корда  | Крістіан Мініуссі Майкл Чанг Хайме Їсага Піт Сампрас           |
| 11 травня          | Internazionali d'Italia Rome, Італія ATP Турнір Series, Single Week Ґрунт – $1,125,000 – 64S/32D Одиночний розряд – Парний розряд          | Якоб Гласек Марк Россе 6–4, 3–6, 6–1              | Вейн Феррейра Марк Кратцманн   | Карл-Уве Штеб Петр Корда  | Крістіан Мініуссі Майкл Чанг Хайме Їсага Піт Сампрас           |
| 18 травня          | Болонья, Італія ATP World Series Ґрунт – $240,000 – 32S/16D                                                                                | Жайме Онсінс 6–2, 6–4                             | Ренцо Фурлан                   | Андрес Гомес Барт Вейтс   | Ларс Кословскі Клаудіо Пістолезі Франко Давін Ктіслав Доседель |
| 18 травня          | Болонья, Італія ATP World Series Ґрунт – $240,000 – 32S/16D                                                                                | Люк Єнсен Лорі Вордер 6–2, 6–3                    | Хав'єр Франа Хав'єр Санчес     | Андрес Гомес Барт Вейтс   | Ларс Кословскі Клаудіо Пістолезі Франко Давін Ктіслав Доседель |
| 25 травня 1 червня | Відкритий чемпіонат Франції з тенісу Paris, Франція Grand Slam Ґрунт – $3,797,528 – 128S/64D/48XD Одиночний розряд – Парний розряд – Мікст | Джим Кур'є 7–5, 6–2, 6–1                          | Петр Корда                     | Андре Агассі Анрі Леконт  | Горан Іванишевич Піт Сампрас Ніклас Культі Андрій Черкасов     |
| 25 травня 1 червня | Відкритий чемпіонат Франції з тенісу Paris, Франція Grand Slam Ґрунт – $3,797,528 – 128S/64D/48XD Одиночний розряд – Парний розряд – Мікст | Якоб Гласек Марк Россе 7–6, 6–7, 7–5              | Девід Адамс Андрій Ольховський | Андре Агассі Анрі Леконт  | Горан Іванишевич Піт Сампрас Ніклас Культі Андрій Черкасов     |
| 25 травня 1 червня | Відкритий чемпіонат Франції з тенісу Paris, Франція Grand Slam Ґрунт – $3,797,528 – 128S/64D/48XD Одиночний розряд – Парний розряд – Мікст | Аранча Санчес Вікаріо Тодд Вудбрідж 6–2, 6–3      | Лорі Макніл Браян Шелтон       | Андре Агассі Анрі Леконт  | Горан Іванишевич Піт Сампрас Ніклас Культі Андрій Черкасов     |

### Червень
| Тиждень             | Турнір | Чемпіони                                             | Фіналісти                      | Півфіналісти                        | Чвертьфіналісти                                            |
| ------------------- | --- | ---------------------------------------------------- | ------------------------------ | ----------------------------------- | ---------------------------------------------------------- |
| 8 червня            | Stella Artois Championships London, England ATP World Series Трава – $475,000 – 56S/28D                                     | Вейн Феррейра 6–3, 6–4                               | Мацуока Сюдзо                  | Стефан Едберг Бред Гілберт          | Пет Кеш Гійом Рау Джейсон Столтенберг Піт Сампрас          |
| 8 червня            | Stella Artois Championships London, England ATP World Series Трава – $475,000 – 56S/28D                                     | Джон Фіцджеральд Андерс Яррід 7–6, 2–6, 16–14        | Горан Іванишевич Дієго Наргісо | Стефан Едберг Бред Гілберт          | Пет Кеш Гійом Рау Джейсон Столтенберг Піт Сампрас          |
| 8 червня            | Флоренція, Італія ATP World Series Ґрунт – $235,000 – 32S/16D                                                               | Томас Мустер 6–3, 1–6, 6–1                           | Ренцо Фурлан                   | Магнус Густафссон Марсело Філіппіні | Луїс Маттар Франсіско Юніс Франко Давін Фабріс Санторо     |
| 8 червня            | Флоренція, Італія ATP World Series Ґрунт – $235,000 – 32S/16D                                                               | Марсело Філіппіні Луїс Маттар 6–4, 6–7, 6–4          | Ройсе Деппе Брент Гейгарт      | Магнус Густафссон Марсело Філіппіні | Луїс Маттар Франсіско Юніс Франко Давін Фабріс Санторо     |
| 8 червня            | Rosmalen Grass Court Championships Росмален, Нідерланди ATP World Series Трава – $235,000 – 32S/16D                         | Міхаель Штіх 6–4, 7–5                                | Джонатан Старк                 | Джон Макінрой Міхіл Схаперс         | Річі Ренеберг Олександр Волков Генрік Гольм Ріхард Крайчек |
| 8 червня            | Rosmalen Grass Court Championships Росмален, Нідерланди ATP World Series Трава – $235,000 – 32S/16D                         | Джим Грабб Річі Ренеберг 6–4, 6–7, 6–4               | Джон Макінрой Міхаель Штіх     | Джон Макінрой Міхіл Схаперс         | Річі Ренеберг Олександр Волков Генрік Гольм Ріхард Крайчек |
| 15 червня           | Генуя, Італія ATP World Series Ґрунт – $235,000 – 32S/16D                                                                   | Андрій Медведєв 6–3, 6–4                             | Гільєрмо Перес Рольдан         | Марсело Філіппіні Горст Скофф       | Жайме Онсінс Магнус Густафссон Маркос Горріс Паоло Кане    |
| 15 червня           | Генуя, Італія ATP World Series Ґрунт – $235,000 – 32S/16D                                                                   | Шелбі Кеннон Грег Ван Ембург 6–1, 6–1                | Паул Гаргейс Марк Куверманс    | Марсело Філіппіні Горст Скофф       | Жайме Онсінс Магнус Густафссон Маркос Горріс Паоло Кане    |
| 15 червня           | Manchester Open Манчестер, England ATP World Series Трава – $235,000 – 32S/16D                                              | Якко Елтінг 6–3, 6–4                                 | Малівай Вашингтон              | Веллі Месур Луїс Еррера             | Джефф Таранго Арне Томс Саймон Юл Бред Гілберт             |
| 15 червня           | Manchester Open Манчестер, England ATP World Series Трава – $235,000 – 32S/16D                                              | Патрік Гелбрайт Девід Макферсон 4–6, 6–3, 6–2        | Джеремі Бейтс Лорі Вордер      | Веллі Месур Луїс Еррера             | Джефф Таранго Арне Томс Саймон Юл Бред Гілберт             |
| 22 червня 29 червня | Вімблдонський турнір London, England Grand Slam Трава – $3,654,296 – 128S/64D/64XD Одиночний розряд – Парний розряд – Мікст | Андре Агассі 6–7(8–10), 6–4, 6–4, 1–6, 6–4           | Горан Іванишевич               | Джон Макінрой Піт Сампрас           | Гі Форже Борис Бекер Міхаель Штіх Стефан Едберг            |
| 22 червня 29 червня | Вімблдонський турнір London, England Grand Slam Трава – $3,654,296 – 128S/64D/64XD Одиночний розряд – Парний розряд – Мікст | Джон Макінрой Міхаель Штіх 5–7, 7–6, 3–6, 7–6, 19–17 | Джим Грабб Річі Ренеберг       | Джон Макінрой Піт Сампрас           | Гі Форже Борис Бекер Міхаель Штіх Стефан Едберг            |
| 22 червня 29 червня | Вімблдонський турнір London, England Grand Slam Трава – $3,654,296 – 128S/64D/64XD Одиночний розряд – Парний розряд – Мікст | Лариса Савченко-Нейланд Цирил Сук 7–6(7–2), 6–2      | Міріам Ореманс Якко Елтінг     | Джон Макінрой Піт Сампрас           | Гі Форже Борис Бекер Міхаель Штіх Стефан Едберг            |

### Липень
| Тиждень  | Турнір | Чемпіони                                          | Фіналісти                            | Півфіналісти                        | Чвертьфіналісти                                                   |
| -------- | --- | ------------------------------------------------- | ------------------------------------ | ----------------------------------- | ----------------------------------------------------------------- |
| 6 липня  | Гштаад, Швейцарія ATP World Series Ґрунт – $300,000 – 32S/16D                                                                              | Серхі Бругера 6–1, 6–4                            | Франсіско Клавет                     | Фабріс Санторо Габріель Маркус      | Карел Новачек Еміліо Санчес Вікаріо Горан Іванишевич Майкл Чанг   |
| 6 липня  | Гштаад, Швейцарія ATP World Series Ґрунт – $300,000 – 32S/16D                                                                              | Гендрік Ян Давідс Лібор Пімек W/O                 | Петр Корда Цирил Сук                 | Фабріс Санторо Габріель Маркус      | Карел Новачек Еміліо Санчес Вікаріо Горан Іванишевич Майкл Чанг   |
| 6 липня  | Swedish Open Бостад, Швеція ATP World Series $235,000 − Ґрунт − 32S/16D Одиночний розряд – Парний розряд                                   | Магнус Густафссон 5–7, 7–5, 6–4                   | Томас Карбонелл                      | Гільєрмо Перес Рольдан Хорді Арресе | Арно Боеч Магнус Ларссон Крістіан Берґстрем Томас Енквіст         |
| 6 липня  | Swedish Open Бостад, Швеція ATP World Series $235,000 − Ґрунт − 32S/16D Одиночний розряд – Парний розряд                                   | Томас Карбонелл Крістіан Мініуссі 6–4, 7–5        | Крістіан Берґстрем Магнус Густафссон | Гільєрмо Перес Рольдан Хорді Арресе | Арно Боеч Магнус Ларссон Крістіан Берґстрем Томас Енквіст         |
| 6 липня  | Miller Lite Hall of Fame Championships Ньюпорт (Род-Айленд), USA ATP World Series Трава – $175,000 – 32S/16D                               | Браян Шелтон 6–4, 6–4                             | Алекс Антоніч                        | Ніл Борвік Хав'єр Франа             | Браян Макфі Хрісто ван Ренсбург Джонатан Старк Сендон Столл       |
| 6 липня  | Miller Lite Hall of Fame Championships Ньюпорт (Род-Айленд), USA ATP World Series Трава – $175,000 – 32S/16D                               | Ройсе Деппе Давід Рікл 6–4, 6–4                   | Пол Еннекон Девід Вітон              | Ніл Борвік Хав'єр Франа             | Браян Макфі Хрісто ван Ренсбург Джонатан Старк Сендон Столл       |
| 13 липня | Mercedes Cup Штутгарт, Німеччина ATP Турнір Series Ґрунт – $865,000 – 48S/24D                                                              | Андрій Медведєв 6–1, 6–4, 6–7(5–7), 2–6, 6–1      | Вейн Феррейра                        | Томас Мустер Карел Новачек          | Стефан Едберг Бернд Карбахер Карлос Коста Горан Іванишевич        |
| 13 липня | Mercedes Cup Штутгарт, Німеччина ATP Турнір Series Ґрунт – $865,000 – 48S/24D                                                              | Гленн Леєндекер Байрон Талбот 6–3, 7–6            | Марк Россе Хав'єр Санчес             | Томас Мустер Карел Новачек          | Стефан Едберг Бернд Карбахер Карлос Коста Горан Іванишевич        |
| 13 липня | NationsBank Classic Washington, D.C., USA ATP Турнір Series Тверде – $490,000 – 56S/28D Одиночний розряд – Парний розряд                   | Петр Корда 6–4, 6–4                               | Генрік Гольм                         | Малівай Вашингтон Деррік Ростаньйо  | Амос Мансдорф Гійом Рау Іван Лендл Гері Мюллер                    |
| 13 липня | NationsBank Classic Washington, D.C., USA ATP Турнір Series Тверде – $490,000 – 56S/28D Одиночний розряд – Парний розряд                   | Брет Гарнетт Джаред Палмер 6–2, 6–3               | Кен Флек Тодд Вітскен                | Малівай Вашингтон Деррік Ростаньйо  | Амос Мансдорф Гійом Рау Іван Лендл Гері Мюллер                    |
| 20 липня | Canadian Open Торонто, Ontario, Канада ATP Турнір Series, Single Week Тверде – $1,025,000 – 56S/28D Одиночний розряд – Парний розряд       | Андре Агассі 3–6, 6–2, 6–0                        | Іван Лендл                           | Веллі Месур Малівай Вашингтон       | Петр Корда Джон Макінрой Аарон Крікстейн Амос Мансдорф            |
| 20 липня | Canadian Open Торонто, Ontario, Канада ATP Турнір Series, Single Week Тверде – $1,025,000 – 56S/28D Одиночний розряд – Парний розряд       | Патрік Гелбрайт Дані Віссер 7–5, 6–4              | Андре Агассі Джон Макінрой           | Веллі Месур Малівай Вашингтон       | Петр Корда Джон Макінрой Аарон Крікстейн Амос Мансдорф            |
| 20 липня | Philips Head Cup Кіцбюель, Австрія ATP World Series Ґрунт – $355,000 – 48S/24D Одиночний розряд – Парний розряд                            | Піт Сампрас 6–3, 7–5, 6–3                         | Альберто Манчіні                     | Томас Мустер Марсело Філіппіні      | Дієго Перес Мартін Стршелба Еміліо Санчес Вікаріо Габріель Маркус |
| 20 липня | Philips Head Cup Кіцбюель, Австрія ATP World Series Ґрунт – $355,000 – 48S/24D Одиночний розряд – Парний розряд                            | Серхіо Касаль Еміліо Санчес Вікаріо 6–7, 7–5, 6–3 | Орасіо де ла Пенья Войтех Флегль     | Томас Мустер Марсело Філіппіні      | Дієго Перес Мартін Стршелба Еміліо Санчес Вікаріо Габріель Маркус |
| 20 липня | Dutch Open Гілверсюм, The Нідерланди ATP World Series Ґрунт – $225,000 – 32S/16D Одиночний розряд – Парний розряд                          | Карел Новачек 6–2, 6–3, 2–6, 7–5                  | Хорді Арресе                         | Фабріс Санторо Мікаель Тільстрем    | Ян Сімерінк Якко Елтінг Марк Куверманс Барт Вейтс                 |
| 20 липня | Dutch Open Гілверсюм, The Нідерланди ATP World Series Ґрунт – $225,000 – 32S/16D Одиночний розряд – Парний розряд                          | Паул Гаргейс Марк Куверманс 6–7, 6–1, 6–4         | Мортен Ренстрем Мікаель Тільстрем    | Фабріс Санторо Мікаель Тільстрем    | Ян Сімерінк Якко Елтінг Марк Куверманс Барт Вейтс                 |
| 27 липня | Літні Олімпійські ігри Барселона, Іспанія Олімпійські ігри Ґрунт – 64S/32D Одиночний розряд – Парний розряд                                | Марк Россе 7–6(7–2), 6–4, 3–6, 4–6, 8–6           | Хорді Арресе                         | Горан Іванишевич Андрій Черкасов    | Еміліо Санчес Вікаріо Фабріс Санторо Жайме Онсінс Леонардо Лаваль |
| 27 липня | Літні Олімпійські ігри Барселона, Іспанія Олімпійські ігри Ґрунт – 64S/32D Одиночний розряд – Парний розряд                                | Борис Бекер Міхаель Штіх 7–6, 4–6, 7–6, 6–3       | Вейн Феррейра Піт Норвал             | Горан Іванишевич Андрій Черкасов    | Еміліо Санчес Вікаріо Фабріс Санторо Жайме Онсінс Леонардо Лаваль |
| 27 липня | Internazionali di Tennis di San Marino Сан-Марино, Сан-Марино ATP World Series Ґрунт – $235,000 – 32S/16D Одиночний розряд – Парний розряд | Карел Новачек 7–5, 6–2                            | Франсіско Клавет                     | Ларс Єнссон Роналд Ейдженор         | Барт Вейтс Херман Лопес Франсіско Монтана Мікаель Тільстрем       |
| 27 липня | Internazionali di Tennis di San Marino Сан-Марино, Сан-Марино ATP World Series Ґрунт – $235,000 – 32S/16D Одиночний розряд – Парний розряд | Ніклас Культі Мікаель Тільстрем 6–2, 6–2          | Крістіан Бранді Федеріко Мордеган    | Ларс Єнссон Роналд Ейдженор         | Барт Вейтс Херман Лопес Франсіско Монтана Мікаель Тільстрем       |

### Серпень
| Тиждень             | Турнір | Чемпіони                                    | Фіналісти                           | Півфіналісти                          | Чвертьфіналісти                                                               |
| ------------------- | --- | ------------------------------------------- | ----------------------------------- | ------------------------------------- | ----------------------------------------------------------------------------- |
| 3 серпня            | Volvo Tennis/Los Angeles Los Angeles, CA, US ATP World Series Тверде – $235,000 – 32S/16D                                                     | Ріхард Крайчек 6–4, 2–6, 6–4                | Марк Вудфорд                        | Аарон Крікстейн Сендон Столл          | Джанлука Поцці Джиммі Коннорс Річі Ренеберг Джефф Таранго                     |
| 3 серпня            | Volvo Tennis/Los Angeles Los Angeles, CA, US ATP World Series Тверде – $235,000 – 32S/16D                                                     | Патрік Гелбрайт Джим П'ю 7–6, 7–6           | Франсіско Монтана Девід Вітон       | Аарон Крікстейн Сендон Столл          | Джанлука Поцці Джиммі Коннорс Річі Ренеберг Джефф Таранго                     |
| 10 серпня           | Thriftway ATP Championships Мейсон (Огайо), USA ATP Турнір Series, Single Week Тверде – $1,125,000 – 56S/28D Одиночний розряд – Парний розряд | Піт Сампрас 6–3, 3–6, 6–3                   | Іван Лендл                          | Майкл Чанг Стефан Едберг              | Девід Вітон Хайме Їсага Петр Корда Джим Грабб                                 |
| 10 серпня           | Thriftway ATP Championships Мейсон (Огайо), USA ATP Турнір Series, Single Week Тверде – $1,125,000 – 56S/28D Одиночний розряд – Парний розряд | Тодд Вудбрідж Марк Вудфорд 7–6, 6–4         | Патрік Макінрой Джонатан Старк      | Майкл Чанг Стефан Едберг              | Девід Вітон Хайме Їсага Петр Корда Джим Грабб                                 |
| 10 серпня           | Czechoslovak Open Прага, Чехословаччина ATP World Series Ґрунт – $320,000 – 32S/16D                                                           | Карел Новачек 6–1, 6–1                      | Франко Давін                        | Давід Рікл Гільєрмо Перес Рольдан     | Дієго Перес Річард Фромберг Габричідзе Володимир Юнас Свенссон                |
| 10 серпня           | Czechoslovak Open Прага, Чехословаччина ATP World Series Ґрунт – $320,000 – 32S/16D                                                           | Карел Новачек Браніслав Станкович 7–5, 6–1  | Йонас Бйоркман Джон Айрленд         | Давід Рікл Гільєрмо Перес Рольдан     | Дієго Перес Річард Фромберг Габричідзе Володимир Юнас Свенссон                |
| 17 серпня           | RCA Championships Indianapolis, IN, USA ATP Турнір Series Тверде – $865,000 – 56S/28D Одиночний розряд – Парний розряд                        | Піт Сампрас 6–4, 6–4                        | Джим Кур'є                          | Тодд Мартін Борис Бекер               | Бретт Стівен Франсіско Клавет Джиммі Коннорс Томас Енквіст                    |
| 17 серпня           | RCA Championships Indianapolis, IN, USA ATP Турнір Series Тверде – $865,000 – 56S/28D Одиночний розряд – Парний розряд                        | Джим Грабб Річі Ренеберг 4–6, 6–2, 7–6      | Грант Коннелл Гленн Мічібата        | Тодд Мартін Борис Бекер               | Бретт Стівен Франсіско Клавет Джиммі Коннорс Томас Енквіст                    |
| 17 серпня           | Volvo International Нью-Гейвен (Коннектикут), CT, USA ATP Турнір Series Тверде – $865,000 – 56S/28D                                           | Стефан Едберг 7–6(7–4) 6–1                  | Малівай Вашингтон                   | Іван Лендл Фабріс Санторо             | Гі Форже Майкл Чанг Петр Корда Горан Іванишевич                               |
| 17 серпня           | Volvo International Нью-Гейвен (Коннектикут), CT, USA ATP Турнір Series Тверде – $865,000 – 56S/28D                                           | Келлі Джонс Рік Ліч 7–5 4–6 7–5             | Патрік Макінрой Джаред Палмер       | Іван Лендл Фабріс Санторо             | Гі Форже Майкл Чанг Петр Корда Горан Іванишевич                               |
| 24 серпня           | Croatia Open Умаг, Хорватія ATP World Series Ґрунт – $235,000 – 32S/16D                                                                       | Томас Мустер 6–1, 4–6, 6–4                  | Франко Давін                        | Хорді Арресе Горст Скофф              | Гільєрмо Перес Рольдан Хосе Франсіско Альтур Андрій Медведєв Клаудіо Медзадрі |
| 24 серпня           | Croatia Open Умаг, Хорватія ATP World Series Ґрунт – $235,000 – 32S/16D                                                                       | Давід Пріносіл Ріхард Вогел 6–3, 6–7, 7–6   | Сандер Гройн Ларс Кословскі         | Хорді Арресе Горст Скофф              | Гільєрмо Перес Рольдан Хосе Франсіско Альтур Андрій Медведєв Клаудіо Медзадрі |
| 24 серпня           | Лонг-Айленд, NY, USA ATP World Series Тверде – $235,000 – 32S/16D                                                                             | Петр Корда 6–2, 6–2                         | Іван Лендл                          | Стефан Едберг Майкл Чанг              | Карстен Аррієнс Стефано Пескосолідо Борис Бекер Олександр Волков              |
| 24 серпня           | Лонг-Айленд, NY, USA ATP World Series Тверде – $235,000 – 32S/16D                                                                             | Франсіско Монтана Грег Ван Ембург 6–4, 6–2  | Джанлука Поцці Оллі Ранасто         | Стефан Едберг Майкл Чанг              | Карстен Аррієнс Стефано Пескосолідо Борис Бекер Олександр Волков              |
| 24 серпня           | Скенектаді, NY, USA ATP World Series Тверде – $130,000 – 32S/16D                                                                              | Вейн Феррейра 6–2, 6–7(5–7), 6–2            | Джеймі Морґан                       | Андрій Чесноков Еміліо Санчес Вікаріо | Андрій Ольховський Річард Фромберг Франсіско Клавет Паул Гаргейс              |
| 24 серпня           | Скенектаді, NY, USA ATP World Series Тверде – $130,000 – 32S/16D                                                                              | Якко Елтінг Паул Гаргейс 6–3, 6–4           | Серхіо Касаль Еміліо Санчес Вікаріо | Андрій Чесноков Еміліо Санчес Вікаріо | Андрій Ольховський Річард Фромберг Франсіско Клавет Паул Гаргейс              |
| 31 серпня 7 вересня | Відкритий чемпіонат США з тенісу New York City, USA Grand Slam Тверде – $3,566,400 – 128S/64D/32XD Одиночний розряд – Парний розряд – Мікст   | Стефан Едберг 3–6, 6–4, 7–6(7–5), 6–2       | Піт Сампрас                         | Джим Кур'є Майкл Чанг                 | Андре Агассі Олександр Волков Вейн Феррейра Іван Лендл                        |
| 31 серпня 7 вересня | Відкритий чемпіонат США з тенісу New York City, USA Grand Slam Тверде – $3,566,400 – 128S/64D/32XD Одиночний розряд – Парний розряд – Мікст   | Джим Грабб Річі Ренеберг 3–6, 7–6, 6–3, 6–3 | Келлі Джонс Рік Ліч                 | Джим Кур'є Майкл Чанг                 | Андре Агассі Олександр Волков Вейн Феррейра Іван Лендл                        |
| 31 серпня 7 вересня | Відкритий чемпіонат США з тенісу New York City, USA Grand Slam Тверде – $3,566,400 – 128S/64D/32XD Одиночний розряд – Парний розряд – Мікст   | Ніколь Брадтке Марк Вудфорд 4–6, 6–3, 6–3   | Гелена Сукова Том Нейссен           | Джим Кур'є Майкл Чанг                 | Андре Агассі Олександр Волков Вейн Феррейра Іван Лендл                        |

### Вересень
| Тиждень    | Турнір                                                                                           | Чемпіони                                                         | Фіналісти                                 | Півфіналісти                  | Чвертьфіналісти                                                    |
| ---------- | ------------------------------------------------------------------------------------------------ | ---------------------------------------------------------------- | ----------------------------------------- | ----------------------------- | ------------------------------------------------------------------ |
| 14 вересня | Cologne Open Cologne, Німеччина ATP World Series Ґрунт – $240,000 – 32S/16D                      | Бернд Карбахер 7–6(7–4), 6–4                                     | Маркос Ондруска                           | Хав'єр Санчес Карстен Браш    | Томас Мустер Ренцо Фурлан Марсело Філіппіні Ян Гуннарссон          |
| 14 вересня | Cologne Open Cologne, Німеччина ATP World Series Ґрунт – $240,000 – 32S/16D                      | Орасіо де ла Пенья Ґуставо Луса 6–7, 6–0, 6–2                    | Ронні Ботман Лібор Пімек                  | Хав'єр Санчес Карстен Браш    | Томас Мустер Ренцо Фурлан Марсело Філіппіні Ян Гуннарссон          |
| 14 вересня | Grand Prix Passing Shot Бордо, Франція ATP World Series Ґрунт – $300,000 – 32S/16D               | Андрій Медведєв 6–3, 1–6, 6–2                                    | Серхі Бругера                             | Седрік Пйолін Родольф Жільбер | Іван Лендл Херман Лопес Гі Форже Карлос Коста                      |
| 14 вересня | Grand Prix Passing Shot Бордо, Франція ATP World Series Ґрунт – $300,000 – 32S/16D               | Серхіо Касаль Еміліо Санчес Вікаріо 6–1, 6–4                     | Арно Боеч Гі Форже                        | Седрік Пйолін Родольф Жільбер | Іван Лендл Херман Лопес Гі Форже Карлос Коста                      |
| 21 вересня | Davis Cup: Semifinals Женева, Швейцарія – carpet (i) Міннеаполіс, США – clay (i)                 | Переможці півфіналів Швейцарія 5–0 · Сполучені Штати Америки 4–1 | Переможені у півфіналах Бразилія · Швеція |                               |                                                                    |
| 28 вересня | Campionati Internazionali di Sicilia Палермо, Італія ATP World Series Ґрунт – $285,000 – 32S/16D | Серхі Бругера 6–1, 6–3                                           | Еміліо Санчес Вікаріо                     | Ренцо Фурлан Франсіско Клавет | Гільєрмо Перес Рольдан Томас Карбонелл Горст Скофф Фредерік Фонтан |
| 28 вересня | Campionati Internazionali di Sicilia Палермо, Італія ATP World Series Ґрунт – $285,000 – 32S/16D | Юган Донар Ула Юнссон 5–7, 6–3, 6–4                              | Орасіо де ла Пенья Войтех Флегль          | Ренцо Фурлан Франсіско Клавет | Гільєрмо Перес Рольдан Томас Карбонелл Горст Скофф Фредерік Фонтан |
| 28 вересня | Brisbane, Австралія ATP World Series Тверде – $235,000 – 32S/16D                                 | Гійом Рау 6–4, 7–6(12–10)                                        | Кеннет Карлсен                            | Дієго Наргісо Томас Геґстедт  | Ніл Борвік Ларс-Андерс Вальгрен Джонатан Старк Джим Грабб          |
| 28 вересня | Brisbane, Австралія ATP World Series Тверде – $235,000 – 32S/16D                                 | Стів Девріє Девід Макферсон 6–4, 6–4                             | Патрік Макінрой Джонатан Старк            | Дієго Наргісо Томас Геґстедт  | Ніл Борвік Ларс-Андерс Вальгрен Джонатан Старк Джим Грабб          |
| 28 вересня | Swiss Indoors Базель, Швейцарія ATP World Series Тверде (i) – $700,000 – 32S/16D                 | Борис Бекер 3–6, 6–3, 6–2, 6–4                                   | Петр Корда                                | Іван Лендл Марк Россе         | Седрік Пйолін Андрій Чесноков Петер Лундгрен Амос Мансдорф         |
| 28 вересня | Swiss Indoors Базель, Швейцарія ATP World Series Тверде (i) – $700,000 – 32S/16D                 | Том Нейссен Цирил Сук 6–3, 6–4                                   | Карел Новачек Давід Рікл                  | Іван Лендл Марк Россе         | Седрік Пйолін Андрій Чесноков Петер Лундгрен Амос Мансдорф         |

### Жовтень
| Тиждень   | Турнір | Чемпіони                                      | Фіналісти                        | Півфіналісти                    | Чвертьфіналісти                                                |
| --------- | --- | --------------------------------------------- | -------------------------------- | ------------------------------- | -------------------------------------------------------------- |
| 5 жовтня  | Saab International Афіни, Греція ATP World Series Ґрунт – $130,000 – 32S/16D Одиночний розряд – Парний розряд                        | Хорді Арресе 7–5, 3–0 ret.                    | Серхі Бругера                    | Хав'єр Санчес Франсіско Клавет  | Магнус Густафссон Милен Велев Мартін Хайте Марк-Кевін Гелльнер |
| 5 жовтня  | Saab International Афіни, Греція ATP World Series Ґрунт – $130,000 – 32S/16D Одиночний розряд – Парний розряд                        | Томас Карбонелл Франсіско Ройг 6–3, 6–4       | Марсело Філіппіні Марк Куверманс | Хав'єр Санчес Франсіско Клавет  | Магнус Густафссон Милен Велев Мартін Хайте Марк-Кевін Гелльнер |
| 5 жовтня  | Grand Prix de Tennis de Toulouse Тулуза, Франція ATP World Series Тверде (i) – $275,000 – 32S/16D Одиночний розряд – Парний розряд   | Гі Форже 6–3, 6–2                             | Петр Корда                       | Ян Сімерінк Арно Боеч           | Юнас Свенссон Бред Гілберт Крістіан Берґстрем Андрій Медведєв  |
| 5 жовтня  | Grand Prix de Tennis de Toulouse Тулуза, Франція ATP World Series Тверде (i) – $275,000 – 32S/16D Одиночний розряд – Парний розряд   | Бред Пірс Байрон Талбот 6–1, 3–6, 6–3         | Гі Форже Анрі Леконт             | Ян Сімерінк Арно Боеч           | Юнас Свенссон Бред Гілберт Крістіан Берґстрем Андрій Медведєв  |
| 5 жовтня  | Australian Indoor Championships Сідней, Австралія ATP Турнір Series Тверде (i) – $825,000 – 48S/24D Одиночний розряд – Парний розряд | Горан Іванишевич 6–4, 6–2, 6–4                | Стефан Едберг                    | Генрік Гольм Ріхард Крайчек     | Джон Макінрой Патрік Кюнен Іван Лендл Паул Гаргейс             |
| 5 жовтня  | Australian Indoor Championships Сідней, Австралія ATP Турнір Series Тверде (i) – $825,000 – 48S/24D Одиночний розряд – Парний розряд | Патрік Макінрой Джонатан Старк 7–6, 6–3       | Джим Грабб Річі Ренеберг         | Генрік Гольм Ріхард Крайчек     | Джон Макінрой Патрік Кюнен Іван Лендл Паул Гаргейс             |
| 12 жовтня | Tokyo Indoor Tokyo, Японія ATP Турнір Series Килим (i) – $825,000 – 64S/32D Одиночний розряд – Парний розряд                         | Іван Лендл 7–6(9–7), 6–4                      | Генрік Гольм                     | Олександр Волков Майкл Чанг     | Стефан Едберг Вейн Феррейра Горан Іванишевич Кенні Торн        |
| 12 жовтня | Tokyo Indoor Tokyo, Японія ATP Турнір Series Килим (i) – $825,000 – 64S/32D Одиночний розряд – Парний розряд                         | Тодд Вудбрідж Марк Вудфорд 7–6, 7–6           | Джим Грабб Річі Ренеберг         | Олександр Волков Майкл Чанг     | Стефан Едберг Вейн Феррейра Горан Іванишевич Кенні Торн        |
| 12 жовтня | Больцано, Італія ATP World Series Килим (i) – $270,000 – 32S/16D                                                                     | Томас Енквіст 6–2, 1–6, 7–6(9–7)              | Арно Боеч                        | Олів'є Делетр Андрій Черкасов   | Паоло Кане Омар Кампорезе Андрій Медведєв Юнас Свенссон        |
| 12 жовтня | Больцано, Італія ATP World Series Килим (i) – $270,000 – 32S/16D                                                                     | Андерс Яррід Бент-Уве Педерсен 6–1, 6–7, 6–3  | Том Нейссен Цирил Сук            | Олів'є Делетр Андрій Черкасов   | Паоло Кане Омар Кампорезе Андрій Медведєв Юнас Свенссон        |
| 12 жовтня | Tel Aviv Open Тель-Авів, Ізраїль ATP World Series Тверде – $130,000 – 32S/16D Одиночний розряд – Парний розряд                       | Джефф Таранго 4–6, 6–3, 6–4                   | Стефан Сіміан                    | Томас Мустер Жоао Кунья е Сілва | Гілад Блюм Амос Мансдорф Річард Матушевскі Маркос Ондруска     |
| 12 жовтня | Tel Aviv Open Тель-Авів, Ізраїль ATP World Series Тверде – $130,000 – 32S/16D Одиночний розряд – Парний розряд                       | Майк Бауер Жоао Кунья е Сілва 6–3, 6–4        | Марк Куверманс Тобіас Свантессон | Томас Мустер Жоао Кунья е Сілва | Гілад Блюм Амос Мансдорф Річард Матушевскі Маркос Ондруска     |
| 19 жовтня | CA-TennisTrophy Відень, Австрія ATP World Series Килим (i) – $280,000 – 32S/16D Одиночний розряд – Парний розряд                     | Петр Корда 6–3, 6–2, 5–7, 6–1                 | Джанлука Поцці                   | Ян Сімерінк Андрій Чесноков     | Алекс Антоніч Бред Гілберт Давід Пріносіл Томас Ґолльвіцер     |
| 19 жовтня | CA-TennisTrophy Відень, Австрія ATP World Series Килим (i) – $280,000 – 32S/16D Одиночний розряд – Парний розряд                     | Ронні Ботман Андерс Яррід 6–3, 7–5            | Кент Кіннієр Удо Ріглевскі       | Ян Сімерінк Андрій Чесноков     | Алекс Антоніч Бред Гілберт Давід Пріносіл Томас Ґолльвіцер     |
| 19 жовтня | Lyon Grand Prix Ліон, Франція ATP World Series Килим (i) – $550,000 – 32S/16D Одиночний розряд – Парний розряд                       | Піт Сампрас 6–4, 6–2                          | Седрік Пйолін                    | Малівай Вашингтон Річі Ренеберг | Маркус Цюкке Карел Новачек Дейв Ренделл Арно Боеч              |
| 19 жовтня | Lyon Grand Prix Ліон, Франція ATP World Series Килим (i) – $550,000 – 32S/16D Одиночний розряд – Парний розряд                       | Якоб Гласек Марк Россе 6–1, 6–3               | Ніл Брод Стефан Крюґер           | Малівай Вашингтон Річі Ренеберг | Маркус Цюкке Карел Новачек Дейв Ренделл Арно Боеч              |
| 19 жовтня | Pacific Cup International Тайбей, Республіка Китай ATP World Series Килим (i) – $270,000 – 32S/16D                                   | Джим Грабб 6–3, 6–3                           | Джеймі Морґан                    | Патрік Кюнен Андрій Ольховський | Гілад Блюм Бретт Стівен Дієго Наргісо Кеннет Карлсен           |
| 19 жовтня | Pacific Cup International Тайбей, Республіка Китай ATP World Series Килим (i) – $270,000 – 32S/16D                                   | Джон Фіцджеральд Сендон Столл 7–6, 6–2        | Хрісто ван Ренсбург Патрік Баур  | Патрік Кюнен Андрій Ольховський | Гілад Блюм Бретт Стівен Дієго Наргісо Кеннет Карлсен           |
| 26 жовтня | Stockholm Open Стокгольм, Швеція ATP Турнір Series, Single Week Килим (i) – $1,040,000 – 48S/24D Одиночний розряд – Парний розряд    | Горан Іванишевич 7–6(7–2), 4–6, 7–6(7–5), 6–2 | Гі Форже                         | Піт Сампрас Стефан Едберг       | Генрік Гольм Петр Корда Борис Бекер Арно Боеч                  |
| 26 жовтня | Stockholm Open Стокгольм, Швеція ATP Турнір Series, Single Week Килим (i) – $1,040,000 – 48S/24D Одиночний розряд – Парний розряд    | Тодд Вудбрідж Марк Вудфорд 6–4, 6–4           | Стів Девріє Девід Макферсон      | Піт Сампрас Стефан Едберг       | Генрік Гольм Петр Корда Борис Бекер Арно Боеч                  |
| 26 жовтня | Гуаружа, Бразилія ATP World Series Тверде – $130,000 – 32S/16D                                                                       | Карстен Аррієнс 7–6(7–5), 6–3                 | Алекс Корретха                   | Фернандо Роезе Хав'єр Франа     | Хорді Арресе Алехо Манцісідор Ларс Кословскі Мартін Хайте      |
| 26 жовтня | Гуаружа, Бразилія ATP World Series Тверде – $130,000 – 32S/16D                                                                       | Крістер Аллгард Карл Лімбергер 6–4, 6–3       | Дієго Перес Франсіско Ройг       | Фернандо Роезе Хав'єр Франа     | Хорді Арресе Алехо Манцісідор Ларс Кословскі Мартін Хайте      |

### Листопад
| Тиждень      | Турнір | Чемпіони                                                | Фіналісти                      | Півфіналісти                                                       | Чвертьфіналісти                                                    |
| ------------ | --- | ------------------------------------------------------- | ------------------------------ | ------------------------------------------------------------------ | ------------------------------------------------------------------ |
| 2 листопада  | Kolynos Cup Búzios, Бразилія ATP World Series Тверде – $155,000 – 32S/16D                                                                           | Жайме Онсінс 6–3, 6–2                                   | Луїс Еррера                    | Франсіско Ройг Кассіу Мотта                                        | Фернандо Роезе Мартін Хайте Марсело Філіппіні Альберто Манчіні     |
| 2 листопада  | Kolynos Cup Búzios, Бразилія ATP World Series Тверде – $155,000 – 32S/16D                                                                           | Мауріс Руа Маріо Табарес 7–6, 6–7, 6–4                  | Марк Кейл Том Мерсер           | Франсіско Ройг Кассіу Мотта                                        | Фернандо Роезе Мартін Хайте Марсело Філіппіні Альберто Манчіні     |
| 2 листопада  | Paris Open Paris, Франція ATP Турнір Series, Single Week Килим (i) – $1,815,000 – 48S/24D Одиночний розряд – Парний розряд                          | Борис Бекер 7–6(7–3), 6–3, 3–6, 6–3                     | Гі Форже                       | Горан Іванишевич Якоб Гласек                                       | Джим Кур'є Девід Вітон Стефан Едберг Анрі Леконт                   |
| 2 листопада  | Paris Open Paris, Франція ATP Турнір Series, Single Week Килим (i) – $1,815,000 – 48S/24D Одиночний розряд – Парний розряд                          | Джон Макінрой Патрік Макінрой 7–6, 6–3                  | Патрік Гелбрайт Дані Віссер    | Горан Іванишевич Якоб Гласек                                       | Джим Кур'є Девід Вітон Стефан Едберг Анрі Леконт                   |
| 9 листопада  | Banespa Open Сан-Паулу, Бразилія ATP World Series Тверде – $235,000 – 32S/16D                                                                       | Луїс Маттар 6–1, 6–4                                    | Жайме Онсінс                   | Альберто Манчіні Хайме Їсага                                       | Фернандо Роезе Мартін Хайте Чак Адамс Патрік Баур                  |
| 9 листопада  | Banespa Open Сан-Паулу, Бразилія ATP World Series Тверде – $235,000 – 32S/16D                                                                       | Дієго Перес Франсіско Ройг 6–2, 7–6                     | Крістер Аллгард Карл Лімбергер | Альберто Манчіні Хайме Їсага                                       | Фернандо Роезе Мартін Хайте Чак Адамс Патрік Баур                  |
| 9 листопада  | European Community Championships Антверпен, Бельгія ATP World Series Килим (i) – $1,000,000 – 32S/16D                                               | Ріхард Крайчек 6–2, 6–2                                 | Марк Вудфорд                   | Джим Кур'є Майкл Чанг                                              | Гі Форже Петр Корда Магнус Ларссон Міхаель Штіх                    |
| 9 листопада  | European Community Championships Антверпен, Бельгія ATP World Series Килим (i) – $1,000,000 – 32S/16D                                               | Джон Фіцджеральд Андерс Яррід 6–2, 6–2                  | Патрік Макінрой Джаред Палмер  | Джим Кур'є Майкл Чанг                                              | Гі Форже Петр Корда Магнус Ларссон Міхаель Штіх                    |
| 9 листопада  | Kremlin Cup Moscow, Росія ATP World Series Килим (i) – $315,000 – 32S/16D                                                                           | Марк Россе 6–2, 6–2                                     | Карл-Уве Штеб                  | Седрік Пйолін Якоб Гласек                                          | Карел Новачек Андрій Черкасов Андрій Медведєв Гілад Блюм           |
| 9 листопада  | Kremlin Cup Moscow, Росія ATP World Series Килим (i) – $315,000 – 32S/16D                                                                           | Маріус Барнард Джон-Лаффньє де Ягер 6–4, 3–6, 7–6       | Девід Адамс Андрій Ольховський | Седрік Пйолін Якоб Гласек                                          | Карел Новачек Андрій Черкасов Андрій Медведєв Гілад Блюм           |
| 16 листопада | ATP Tour World Championships (singles) Франкфурт-на-Майні, Німеччина ATP Tour World Championships Килим (i) – $2,500,000 – 8S (RR) Одиночний розряд | Борис Бекер 6–4, 6–3, 7–5                               | Джим Кур'є                     | Горан Іванишевич Піт Сампрас                                       | Раунд robin Ріхард Крайчек Майкл Чанг Стефан Едберг Петр Корда     |
| 16 листопада | ATP Tour World Championships (doubles) Йоганнесбург, ПАР ATP Tour World Championships Тверде (i) – $1,000,000 – 8D (RR) Парний розряд               | Тодд Вудбрідж Марк Вудфорд 6–2, 7–6(7–4), 5–7, 3–6, 6–3 | Джон Фіцджеральд Андерс Яррід  | Марк Кратцманн / Веллі Месур Серхіо Касаль / Еміліо Санчес Вікаріо | Марк Кратцманн / Веллі Месур Серхіо Касаль / Еміліо Санчес Вікаріо |
| 30 листопада | Davis Cup: Final Форт-Верт, США – hard (i) | Сполучені Штати Америки · 3–1                           | Швейцарія                      |                                                                    |                                                                    |

### Грудень
| Тиждень  | Турнір                                                | Чемпіони                   | Фіналісти  | Півфіналісти                 | Чвертьфіналісти                                     |
| -------- | ----------------------------------------------------- | -------------------------- | ---------- | ---------------------------- | --------------------------------------------------- |
| 7 грудня | Кубок Великого шлему Мюнхен, Німеччина Grand Slam Cup | Міхаель Штіх 6–2, 6–3, 6–2 | Майкл Чанг | Піт Сампрас Горан Іванишевич | Ріхард Крайчек Анрі Леконт Джон Макінрой Петр Корда |

## Рейтинг ATP
| 6 січня 1992 | 6 січня 1992          | 6 січня 1992   |
| #            | Тенісист              | Країна         |
| ------------ | --------------------- | -------------- |
| 1            | Стефан Едберг         | Швеція         |
| 2            | Джим Кур'є            | США            |
| 3            | Борис Бекер           | Німеччина      |
| 4            | Міхаель Штіх          | Німеччина      |
| 5            | Іван Лендл            | Чехословаччина |
| 6            | Піт Сампрас           | США            |
| 7            | Гі Форже              | Франція        |
| 8            | Карел Новачек         | Чехословаччина |
| 9            | Петр Корда            | Чехословаччина |
| 10           | Андре Агассі          | США            |
| 11           | Серхі Бругера         | Іспанія        |
| 12           | Горан Іванишевич      | Хорватія       |
| 13           | Магнус Густафссон     | Швеція         |
| 14           | Деррік Ростаньйо      | США            |
| 15           | Еміліо Санчес Вікаріо | Іспанія        |
| 16           | Майкл Чанг            | США            |
| 17           | Девід Вітон           | США            |
| 18           | Горан Прпич           | Хорватія       |
| 19           | Бред Гілберт          | США            |
| 20           | Якоб Гласек           | Швейцарія      |

| 28 грудня 1992 | 28 грудня 1992    | 28 грудня 1992             | 28 грудня 1992 | 28 грудня 1992 | 28 грудня 1992 | 28 грудня 1992 |
| #              | Тенісист          | Країна                     | Пункти         | Від            | До             | Зміна          |
| -------------- | ----------------- | -------------------------- | -------------- | -------------- | -------------- | -------------- |
| 1              | Джим Кур'є        | США                        | 3599           | 1              | 2              | ▲ 1            |
| 2              | Стефан Едберг     | Швеція                     | 3236           | 1              | 3              | ▼ 1            |
| 3              | Піт Сампрас       | США                        | 3074           | 2              | 6              | ▲ 3            |
| 4              | Горан Іванишевич  | Хорватія                   | 2718           | 4              | 13             | ▲ 8            |
| 5              | Борис Бекер       | Німеччина                  | 2530           | 3              | 10             | ▼ 2            |
| 6              | Майкл Чанг        | США                        | 2277           | 4              | 16             | ▲ 10           |
| 7              | Петр Корда        | Чехословаччина             | 2174           | 5              | 11             | ▲ 2            |
| 8              | Іван Лендл        | США                        | 1985           | 4              | 12             | ▼ 3            |
| 9              | Андре Агассі      | США                        | 1852           | 6              | 17             | ▲ 1            |
| 10             | Ріхард Крайчек    | Нідерланди                 | 1816           | 10             | 45             | ▲ 34           |
| 11             | Гі Форже          | Франція                    | 1717           | 6              | 14             | ▼ 4            |
| 12             | Вейн Феррейра     | Південно-Африканський Союз | 1679           | 9              | 46             | ▲ 30           |
| 13             | Малівай Вашингтон | США                        | 1610           | 11             | 47             | ▲ 34           |
| 14             | Карлос Коста      | Іспанія                    | 1539           | 10             | 59             | ▲ 42           |
| 15             | Міхаель Штіх      | Німеччина                  | 1401           | 4              | 17             | ▼ 11           |
| 16             | Серхі Бругера     | Іспанія                    | 1323           | 11             | 28             | ▼ 5            |
| 17             | Олександр Волков  | Росія                      | 1309           | 15             | 31             | ▲ 6            |
| 18             | Томас Мустер      | Австрія                    | 1228           | 17             | 38             | ▲ 19           |
| 19             | Генрік Гольм      | Швеція                     | 1184           | 19             | 143            | ▲ 111          |
| 20             | Джон Макінрой     | США                        | 1158           | 17             | 37             | ▲ 8            |

## Зовнішні посилання
- Офіційний сайт ATP
- Офіційний сайт ITF